# Emma Hørup
Emma Augusta Hørup, født Holmsted (3. august 1836 i København - 22. september 1923 i København) var dansk viceskoleinspektør, journalist ved Politiken og medlem af Dansk Kvindesamfund.

## Familie og opvækst
Datter af Amalie Drachmann (1802-78) og gymnastiklærer Jonas Ferdinand Holmsted (1810-66). Moderens Drachmann familie kom til at spille en stor rolle i Emmas liv. Emma giftede sig med fætteren Viggo Hørup og deres fælles kusine Henriette Steen blev senere hans elskerinde. Desuden var Emma kusine til pædagog og kvindesagsforkæmper Erna Juel-Hansen, hendes lillebror, digteren Holger Drachmann og deres halvbror, klassisk filolog Anders Bjørn Drachmann. Faderen var officer og gymnastiklærer og lagde vægt på at både hans sønner og døtre fik en uddannelse og mulighed for at forsørge sig.

## Lærerinde
Emma gik på N. Zahles kursus for privatlærerinder og arbejdede i flere år som huslærer rundt om i Danmark. I 1859 blev det muligt for kvinder at tage lærerindeeksamen. Der var endnu ingen seminarier for kvinder, og derfor modtog hun privatundervisning hos Nicolai Femmer, Annestine Beyer og Gotfred Bohr (senere Femmers Kvindeseminarium). Hun var blandt de fire første kvinder, der i efteråret 1860 gik til eksamen, og hun bestod den som den bedste.
Fra 1861 til 1864 var hun ansat på Sølvgades Skole.
Derefter blev hun viceskoleinspektør for pigeskoleafdelingen på De forenede Kirkeskoler i Nørregade. Hun sagde sin stilling op i 1893, efter 29 år, for at tage sig af sin psykisk svage søn, Svend.

## Politik
Emma var engagerede i tidens spørgsmål om pigers og kvinders uddannelse og skrev derom i Politiken og Morgenbladet. Hun var medlem af Dansk Kvindesamfund i 1880’erne, men holdt sig stort set væk fra rampelyset. Hun havde en stor omgangskreds, stor kulturel viden og politisk engagement som hun brugte til at fremme Viggos politiske karriere.

## Ægteskab
Emma giftede sig 18. juli 1868 med sin 5 år yngre fætter, senere politiker og redaktør Viggo Hørup. De havde været forlovet siden 1862 og da de blev gift flyttede Viggo ind hos Emma på kvisten i Nørregade. Han bidrog til den sparsomme husholdning og de havde hver sin økonomi.
Sammen fik de børnene Svend (1870-1895) og Ellen (1871-1953). 
Sønnen Svend var en stille dreng som havde svært ved skolen, men ved moderens hjælp blev student. I 1888 fik han et psykisk sammenbrud og blev indlagt på Kommunehospitalets 6. afdeling. Han døde som 25 årig.
Ellen Hørup fulgte i forældrenes politiske fodspor og er også kendt som den første danske kvindelige roer og racercyklist.
Fra 1872 indgik Viggo i et forhold til parrets fælles kusine Henriette Steen som fortsatte til hendes død i 1894. Viggo og Emma forblev dog i ægteskabet af hensyn til deres to børn og hans politiske karriere.